# Biserica Sfânta Treime din Brătia
Biserica din Brătia, cu hramul Sfânta Treime, a fost biserica parohială a localității Brătia, cătun inclus în anul 1968 în satul Axintele.

## Amplasare
Biserica este situată în mijlocul cimitirului ce se vede pe dreapta drumului județean Coșereni-Axintele.

## Arhitectură
Arhitectura este de tip sală accesul făcânduse prin pridvorul scund și mic. Unica turlă, așezată pe pronaos, este de tablă, octogonală și fără bază. În zona cimitirului din apropierea bisericii se păstrează mai multe cruci de piatra din secolul al XIX-lea.

## Istoric
Biserica, ctitorie a marelui stolnic Ioan (Iancu) Nădăianu și a soției acestuia, Anica Nădăianu, a fost construită din temelie între anii 1836-1848 pe moșia acestora. Târnosirea edificiului are loc pe data de 15 august, așa cum rezultă din vechea pisanie, scrisă în alfabetul de tranziție, care se poate vedea în tindă, desupra intrării în nartex. 
La începutul secolului XX, biserica se află în ruină astfel încât proprietarii de atunci ai moșiei, soții Dumitru I. și Polixenia Athanasiu o refac aproape din temelie. Lucrările de reparație se termină în luna iunie a anului 1903 când pun noua pisanie, lângă cea veche, pentru a aminti posterității de acest lucru. Noii ctitori refac trei ani mai târziu și pictura interioară, de bună seamă afumată.
Clădirea este afectată puternic de cutremurul din 1940 necesitând noi refaceri, atât la structură cât și la pictura interioară. Aceste noi lucrări sunt executate în anul 1945 sub conducerea preotului paroh Mihail Toma și ale protosinghelului Augustin Mateescu de la Cernica, pictori fiind Vasile Blendea și Marin Nițescu.
Alte lucrări de refacere au mai avut loc în anul 1960, la subzidire, iar în anul 1974, sub conducerea aceluiași preot paroh Mihail Toma, s-a refăcut zugrăveala în frescă de către pictorii Ștefan Constantinescu și Marin Nițescu. Cu această ocazie, în data de 1 decembrie 1974 are loc resfințirea bisericii în prezența P.S. Roman Ialomițeanul, episcopul vicar al Arhiepiscopiei Bucureștilor.